# 物売り
物売、物売り（ものうり）は、路上で移動しながら、主に鳴り物や独特の売り声を発しながら呼び込みをして食事を提供したり、物品などを販売、修理や古物や廃品の買取や交換をする者。「引き売り」・「引売り」ともいうが「物売りの声」・「引き売りの声」という言葉が一般的に馴染深い。屋台や行商や街商と重複する部分もあるが、行商は固定客に対しての訪問販売が主であり、街商は市や縁日で一所（ひとつところ）で留まって商売する事や物売りが必ずしも屋台ではなかった事から区別する事が出来る。日本の歴史上、行商する女性を総称して、販女、鬻女、販婦（ひさぎめ）と称した。

## 歴史

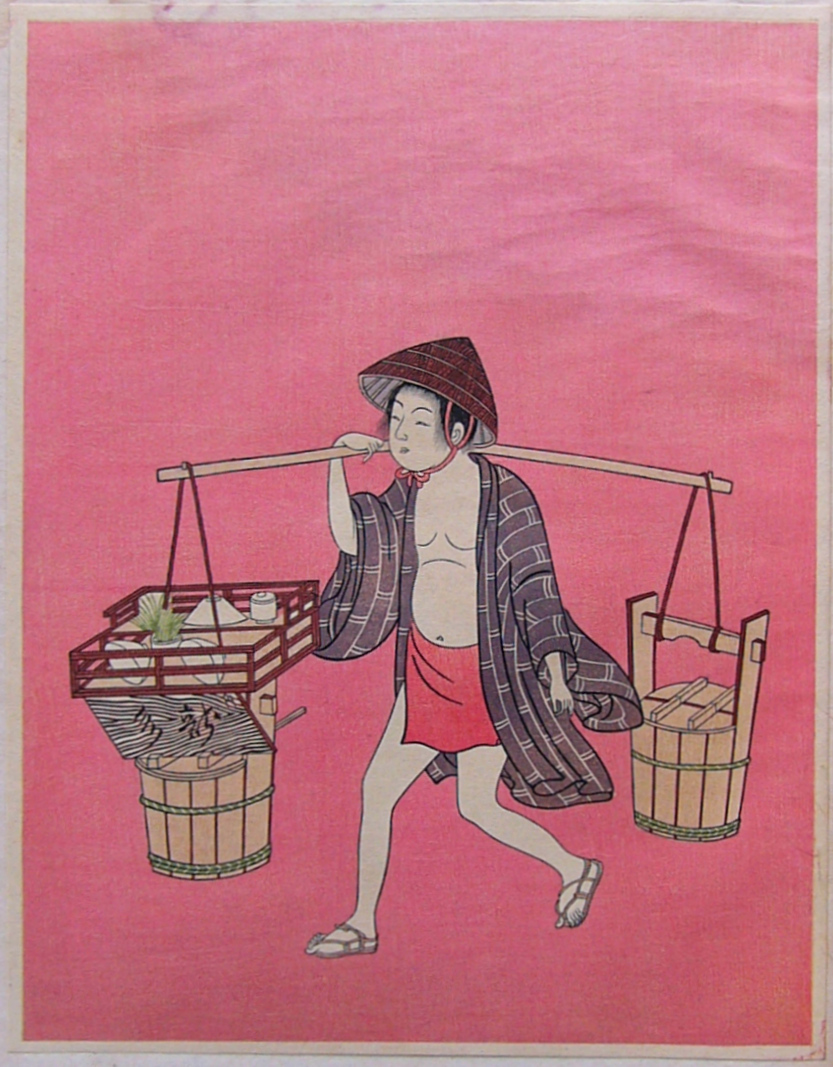
『水売り』鈴木春信（1760年頃）

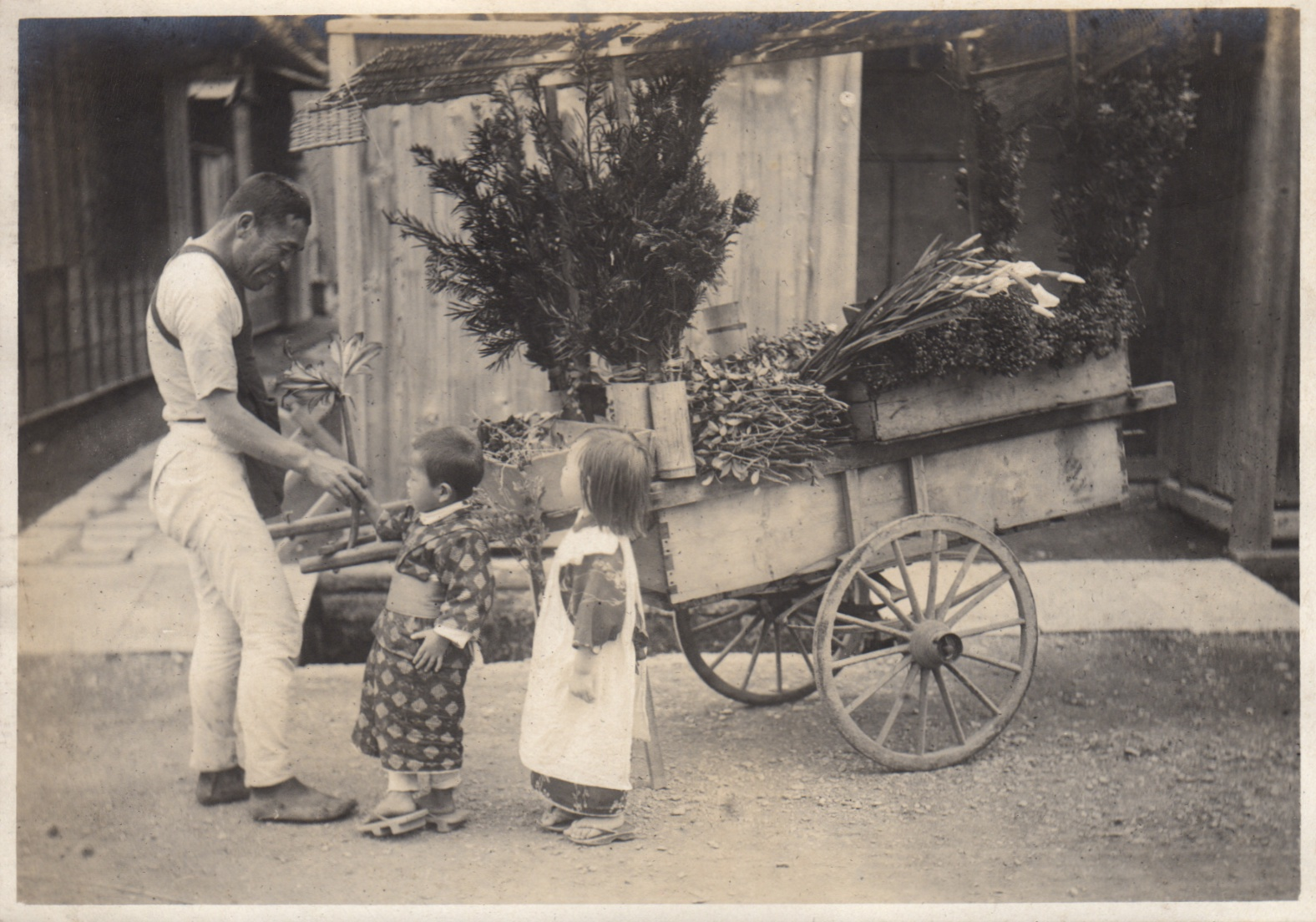
花材の引き売り（1914年）

江戸時代から盛んになり「棒手振」・「棒手売」（ぼてふり）と呼ばれていて日用品の食材から生活必需品まで衣食住に係わる全てのものが売られており幕府の許認可を受け鑑札を持った物だけが営業できた。これに違反すれば厳しい処罰があったが、生活困窮者や弱者の就業を目的とした幕府の政策でもあった。
江戸時代では一部の物売りでは物売り声と言う大道芸で物売りの声で芸をしながら、物売りをして、現代では物売り声だけの大道芸が残っている。
季節物の販売も多く、蓮の葉商いの傾向も強いが市や祭事の門前町などの街商は場所代や既得権が必要であったが、棒手振は歩き売りという形を取っていたのが街商などとの差異であり、また季節物ではない代表的なものとして、夜鳴き蕎麦屋や鮨屋などがあげられる。当時は大八車（リヤカー）ではなく主に道具や商品や食材の入った箱や笊（ざる）、籠（かご）や桶（おけ）などを両天秤にして天秤棒を担いで売り歩いたので棒手振と呼ばれていたが、道具や品物の入った箱を片方の肩で担いで売り歩く者もいた。
江戸時代にはその場で調理する屋台だけでなく、調理済みの天麩羅（てんぷら）、鰻（うなぎ）の蒲焼などを木箱に入れ、物売りが売り歩いていた。近年では自転車やリヤカーをもとに形だけではなく設備も充実させ、煮炊きが出来る（ただし江戸時代から屋台では煮炊きの設備を備えていた）物売りも増え、昭和初期から昭和40年代まで品を替え（鮨や蕎麦は廃れおでん売りや菓子パン売りなどが盛んになった）世間で一般的に見られたが、江戸時代から変わらず続いた豆腐売りや納豆売りや金魚売りなども含め、今ではほとんど見る事はなくなった。
しかし現在では自動車に設備を載せ決まった場所（就労者は多いが外食産業や商店の無い所など）で食事や弁当やパンなどを調理、販売をしているものも見られる。また高齢化社会に伴い利潤のみならず地域振興や福祉目的を持って幾つかの小さな企業が、物売りとして豆腐などの大豆食品を呼び込みのラッパを使うなど、昔ながらの形態で販売を始めている地域も存在する。

## 物売りの種類と売り声や鳴り物

### 食事
- 鮨屋 : 江戸前寿司の始まりは、物売りや屋台であったので今でも名残として立ち食いの鮨屋も東京を中心にみられる。
- 夜鳴き蕎麦 : 呼子といわれる笛を吹いていた。宵に笛を吹きながら商売したので「夜鳴き蕎麦」とよばれた。日本蕎麦はなくなり中華蕎麦（ラーメン）になり、笛もチャルメラという物に変わった。
- 鰻売り : 江戸時代当初は生をその場で捌いて客に渡したが、その後蒲焼にした物を売ったり、その場で調理するものもあらわれた。割り箸は鰻屋の発案で引き割り箸といった。
- 賄い屋 : 江戸は女性の比率が二割といわれ独身の男性が非常に多く、宮仕えで制約の多かった下級武士の専門の弁当屋として成り立っていた。
- おでん売り : 昭和40年代まで日本各地にみられ、晩のおかずに主婦が鍋を持って買いに来たり、子どもがおやつとして買っていた。

### 菓子
- 飴売 : 多種多様な飴売りが存在し競争も激しかったため、今の出店や夜店の的屋の元になる、くじ形式や余興や口上などで趣向を凝らしていた。
  - 鼈甲飴 : 練る飴細工も有名だが、鼈甲飴も溶かした飴を型などに流し込み、様々な形を平面的に作り上げて、売っていた。
  - 飴細工 : 鋏（はさみ）や指先を使い飴を練って三次元的な立体造形の飴を作って売っていた。詳しくは飴細工を参照の事。
- 揚げ団子売り : 昭和初期ごろまで見られ、小麦粉を甘く味付けして中華菓子の様にその場で揚げて、主に子ども向けに売っていた。
- 菓子パン売り : 手に持ったベルを鳴らしながら呼び込みをした。リヤカーの上にガラスケースの棚を作り商品を並べて売っていた。
- 焼芋屋 : 「やきいもーやきいもー栗よりうまい十三里ー」栗より美味い十三里と言う文言は「栗」を九里と「より」を四里とを足して焼き芋のことを十三里というなぞかけ言葉である。
- 糖粽売 : 糖粽（あめちまき）を行商する者
- 地黄煎売 : 地黄煎（じおうせん）を行商する者

### 食材
- 蜆浅蜊売り : 「しじみーあさりー」この他にも蛤や赤貝なども専門で売られていた。
- 鰯売り : 売り声「いわしこーいわしこー」「いわし」は真鰯で「しこ」はカタクチイワシのことで獲れたてを海浜近郊で売っていた。魚は他にも、鯨、初鰹、烏賊、白魚、秋刀魚、鯵など旬の物も売られていた。
- 納豆売り : 売り声「なっとー、なっとなっとうー、なっと」江戸時代から続いていたが近年では主に自転車に品物を積み販売していた。江戸では上記の蜆浅蜊売りとともにポピュラーな存在で､「納豆と蜆に朝寝起こされる」などという川柳も残る。
- 豆腐売り : ラッパを使い「とーふー」と聞こえる様に吹いた。行商の色合いが強い地域もある。
- 青果など : 蜜柑、西瓜や大根、蕪（かぶ）、自然薯、生姜など野菜や果物を季節ごとに販売していた。
- 菜売 : 菜（葉菜類）を行商する者、おもに女性
- 鳥売 : 雁（マガン、カリガネ）のほか猿（ニホンザル）や兎（ニホンノウサギ）等を食用肉として行商する者
- 七味唐辛子 : 七味唐辛子を物売り声で七味唐辛子を売り回ってた。
- 水売り：江戸市中を「ひやっこい」の掛け声で冷水や砂糖水を売り回る商人がいたことが『根南志具佐』などに記されており、また、本所や深川あたりの埋立地では生活用の飲料水の行商がいた[2]。しかし、この水は隅田川から掬ってきた水であまり清潔といえず、抵抗力の弱い老人が腹を下すことが多かった。ここから『年寄りの冷や水』ということわざができたといわれる。千川上水などの上水道が整備されるにつれてすたれていった。

### 生活用品
- 定斎屋 : 昭和30年ごろまで存在したといわれ、江戸時代の物売りそのままの装束で半纏を身にまとい、天秤棒で薬箱を両端に掛け担いで漢方薬を売っていた。また力強く一定の調子で歩いた為、薬箱と金具や天秤棒のぶつかり合う音が独特の音となり近隣に知らせた。
- 羅宇屋 : 煙管の羅宇と呼ばれる部分のヤニとりや交換をしていた。小型のボイラーを積みその蒸気で掃除をし、また蒸気の出口に羅宇を被せ蒸気機関車の警笛の様に「ぴー」という音を出して知らせた。詳しくは煙管を参照のこと。
- 竿竹売 : 売り声「さおやーさおだけー」本のタイトルにもなり注目を集めた。
- 鋳掛屋 : 金属製の鍋や釜の修理販売をしていた。詳しくは鋳掛屋を参照のこと。
- 金魚売 : 売り声「きんぎょーえー、きんぎょー」金魚とともにガラスの金魚鉢も売っていた。ちなみに江戸時代の金魚鉢は吊り下げ式で軒下などに吊るして下から観賞していた。
- 風鈴売 : 風鈴の音色が呼び込みになった。
- 材木売 : 材木を行商する者
- 竹売 : 篠竹（メダケ）を行商する者

### ほか
- 買取 : 古紙、古着、金物、番傘、屎尿、樽、桶、糠など様々で、江戸時代は最近の研究では、全ての時代の世界の中でも高い水準でのリサイクル社会であったと考えられている。
- 落ち買い : 「おちゃない　おちゃない」という呼び込みの声で抜け落ちた髪の毛を買い取っていた。京都では女性の専業であり、髪文字屋（「かもじや」と読み、付け毛製作販売業）に買い取った髪の毛を卸していた。「落ちていないか」が「おちない」から「おちゃない」に変化したといわれる。